# Pridiga
Pridiga ali homilija (latinsko: predicatio ali sermo) je govor posvečen teološki, biblični ali drugi verski tematiki - zlasti v krščanstvu. V širšem smislu je lahko pridiga tudi splošnejši govor o moralnih vrednotah. Govornika, ki podaja tak govor, imenujemo pridigar. 
Slovenska beseda pridiga izvira iz latinske besede predicare.
Zgodovinsko najbolj znana pridiga je Jezusov govor na gori (glej Mt 5,1-7,29). V tej pridigi je Jezus poslušalcem razložil bistvo svojega nauka in svoj pogled na moralo in vrednote. Jezus kot najvišjo vrednoto poudari ljubezen, za merilo, kaj je moralno sprejemljivo dejanje in kaj ne, pa postavi Zlato pravilo: »Vse, kar hočete, da bi ljudje storili vam, tudi vi storite njim!« 
V prvih stoletjih krščanstva so se uveljavili nekateri pridigarji, ki so s svojimi pridigami precej pripomogli k širjenju vere. Med njimi posebej izstopa sveti Janez, ki si je svojim govorniškim talentom pridobil naziv Zlatousti (grško Krizostom).
V poznejšem obdobju so pridigarstvo gojili zlasti nekateri meniški redovi, npr. dominikanci in frančiškani. Za Slovence so pomembne pridige frančiškana Janeza Svetokriškega.
V Rimskokatoliški Cerkvi je dolgo časa bogoslužje potekalo v latinščini, ki je preprosti ljudje niso razumeli. Takrat je bila pridiga edini del maše, ki je bil res namenjen ljudem - laikom. To se je kazalo tudi v drži duhovnika pri maši. Pri vseh glavnih molitvah je bil duhovnik obrnjen stran od ljudi, saj je govoril z Bogom, samo pri pridigi je stopil na prižnico in se obrnil proti ljudem. To se je spremenilo po Drugem vatikanskem koncilu, ko je obveljalo pravilo, da mora biti duhovnik med celotno mašo obrnjen proti ljudem in da mora bogoslužje potekati v ljudem razumljivem jeziku (Bog pa je itak povsod in razume vse jezike).
Zgoraj omenjeni odnos do vernikov - laikov je tudi eden od razlogov za začetek protestantizma. Pobudniki tega gibanja so želeli, da bi bili navadni ljudje bolj vključeni v bogoslužje in da bi bolje razumeli osnove krščanske vere. Ni čudno, da so bili nekateri začetniki protestantizma znani kot izvrstni pridigarji. Med njimi velja omeniti Martina Luthra, za Slovence pa je pomemben tudi Primož Trubar.